# Lignières-Sonneville
Lignières-Sonneville är en kommun i departementet Charente i regionen Nouvelle-Aquitaine i västra Frankrike. Kommunen ligger  i kantonen Segonzac som ligger i arrondissementet Cognac. År 2018 hade Lignières-Sonneville 568 invånare.

## Befolkningsutveckling
Antalet invånare i kommunen Lignières-Sonneville
Referens:INSEE